# SA-2 (Apollo)
Saturn SA-2 è stata una missione della NASA del programma Apollo per testare il razzo Saturn I.

## Scopi del lancio
Gli stadi inerti S-V e S-IV furono riempiti con 109.000 litri (30.000 galloni) di acqua e fatti esplodere negli strati superiori dell'atmosfera terrestre a circa 150 km di altezza per studiare gli effetti sulle trasmissioni radio ed i cambiamenti meteorologici. Dopo l'esplosione, fu osservata una nube di ghiaccio di parecchi chilometri di diametro.

## Fonti

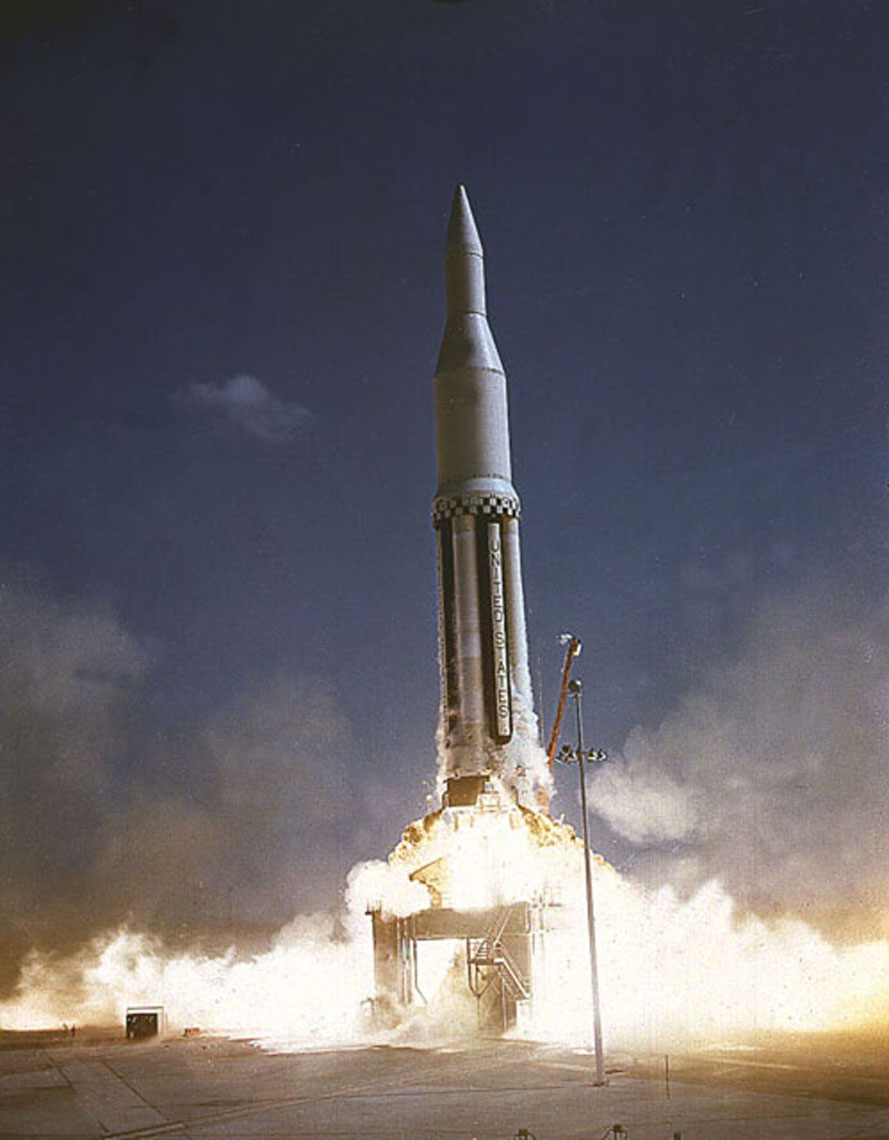
lancio

- (EN)